# 川合 (設楽町)
川合（かわい）は、愛知県北設楽郡設楽町の大字。郵便番号は設定されておらず設楽町全域で有効な441-2300が使用される。

## 地理
設楽町の南東端に位置し新城市と接する。豊川水系宇連川の源流が存在し、下流側の新城市大字川合にある宇連ダムに注ぐ。
8の小字が設置されているが丁目は設定されていない。

### 河川
- 宇連川

### 小字
| - 字穴瀧（あなだき） - 字岩井沢（いわいざわ） - 字宇連（うれ） - 字ガンゾモチフテ（がんぞもちふて） | - 字島（しま） - 字長ゾレ（ながぞれ） - 字平田（ひらた） - 字向貝津（むかいがいづ） |

## 歴史
町村制施行前に存在した北設楽郡川合村のうち、1889年の合併で振草村の一部となった領域を前身とする。
1878年12月20日、北設楽郡発足と同時に、宇連村が川合村に編入される。
1889年10月1日に川合村は分割して旧・宇連村の領域は振草村、それ以外の領域は三輪村の一部となる。それぞれ振草村大字川合、三輪村大字川合となる。
1956年9月30日に振草村の一部（大字平山、神田、川合）は、田口町、段嶺村、名倉村と新規合併し、設楽町となる。これにしたがって設楽町大字川合となった。
なお、三輪村の一部となった領域は1956年の合併で南設楽郡鳳来町の一部となったのち、2005年の合併で新城市大字川合となった。
振草村時代の1947年に神田小学校宇連分校が開校したが、1967年に廃校となった。
1950年代の宇連ダムの建設に伴って地区内の戸数は12から3までに減少した。
1995年の国勢調査時点で人口及び世帯数は0になっている。

## 交通
道路
- 愛知県道424号振草三河川合停車場線
  - 神田との境界部分に未完成区間あり。地域外に通じる車道は新城市川合に通じる愛知県道424号しか存在せず、設楽町内の他地域とは他自治体を通じて往来する必要がある。